# Vyacheslav Bobrov
Vyacheslav Bobrov (Donetsk, Ucrania, 19 de septiembre de 1992) es un jugador de baloncesto ucraniano. Juega de ala-pívot y su actualmente juega en el BC Budivelnyk de la Superliga de baloncesto de Ucrania.

## Carrera deportiva
Es un ala-pívot formado en las filas del BK Azovmash Mariupol con el que llegaría a debutar en la Superliga de baloncesto de Ucrania, antes de incorporarse al BC Kiev donde jugaría desde 2011 a 2015, con un período (2012-2013) de cesión en las filas del BC Khimik. Más tarde, el jugador tendría experiencias en Rumanía y Francia, en concreto en las filas del BCM U Pitești y UJAP Quimper.
Disputa la temporada 2017-18 en la liga lituana en las filas del KK Pieno žvaigždės, donde promedió 13 puntos, 5,9 rebotes y 0,6 tapones en 38 partidos. Fue el séptimo mejor anotador de la liga y el sexto reboteador. En la liga báltica promedió 11,8 puntos, 4,9 rebotes, 1,8 asistencias y 14,4 de valoración en 16 partidos.
El 16 de agosto de 2018 se hace oficial su incorporación al Delteco GBC por una temporada.
En la temporada siguiente, firma por el Baloncesto Fuenlabrada de la Liga Endesa, en la que sus números se iban hasta los 7 puntos y 3 rebotes en algo más de 18 minutos por encuentro. Al final de la temporada 2019-20, renovaría su contrato por dos temporadas más.
Al comienzo de la temporada 2020-21, el jugador es cortado por el Baloncesto Fuenlabrada, tras la mala trayectoria del equipo con los primeros cinco partidos de liga perdidos, partidos en los que el ala-pívot ucraniano estaba firmando 4,8 puntos y 2 rebotes en menos de 15 minutos por partido.
En la temporada 2022-23, firma por el BC Budivelnyk para disputar la FIBA Europe Cup (jugando como local en Italia) y la Balkan League.

### Selección nacional
Es internacional con la Selección de baloncesto de Ucrania con quien participó en el Eurobasket 2017.
En septiembre de 2022 disputó con el combinado absoluto ucraniano el EuroBasket 2022, finalizando en decimosegunda posición.